# جوليان مور
جوليان مور (بالإنجليزية: Julianne Moore) ممثلة أمريكية من مواليد 3 ديسمبر 1960. ولدت باسم جولي آن سميث (بالإنجليزية: Julie Anne Smith). رُشحت لأربع جوائز أكاديمية، وفازت بجائزة الإيمي عام 1988 لأصغر ممثلة بارزة في دراما صباحية، وحصلت علي جائزة الغولدن غلوب عام 1994 لأفضل فريق ممثلين عن دورهم في فيلم طريق مختصر.

## حياتها المبكرة
ولدت مور باسم جولي آن سميث في يوم 3 ديسمبر عام 1960، في منشأة فورت براج العسكرية، في كارولاينا الشمالية، وكانت الأخت الأكبر بين أشقائها الثلاثة. كان والدها «بيتر مور سميث»، مجندًا مظليّا في الجيش الأمريكي في حرب فيتنام، وحصل علي رتبة عقيد، وأصبح قاضيًا عسكريًا. كانت والدتها البريطانية، آن (اسمها عند الولادة: لوف؛ 1940–2009)، اختصاصية علم نفس، وعاملة في الخدمة الاجتماعية من غرينوك، اسكتلندا، وهاجرت مع عائلتها إلي الولايات المتحدة عام 1951. لدي مور أخت صغري تُدعي «فاليري سميث»، وأخ صغير، وهو الروائي بيتر مور سميث.
بما أن مور نصف اسكتلندية، فإنها حازت علي الجنسية البريطانية عام 2011 تخليدًا لذكري والدتها.

كثيرًا ما سافرت مور عبر أنحاء الولايات المتحدة عندما كانت طفلة بسبب طبيعة عمل والدها. كانت قريبةً من عائلتها نتيجة لذلك، إلا أنها قالت بأنها لم تشعر يومًا بالانتماء لمكان محدد. عاشت العائلة في عدة أماكن، منها: ألاباما، وجورجيا، وتكساس، وبنما، ونبراسكا، وألاسكا، ونيويورك، وفرجينيا، والتحقت مور بتسع مدارس مختلفة. جعلها التّرحال الدائم شخصًا غير مستقر، فعانت صعوبات في تشكيل علاقات اجتماعية. علي الرغم من هذة الصعوبات، أشارت مور لاحقًا إلي أن نمط حياتها المتجول أفادها في مهنتها المستقبلية. 

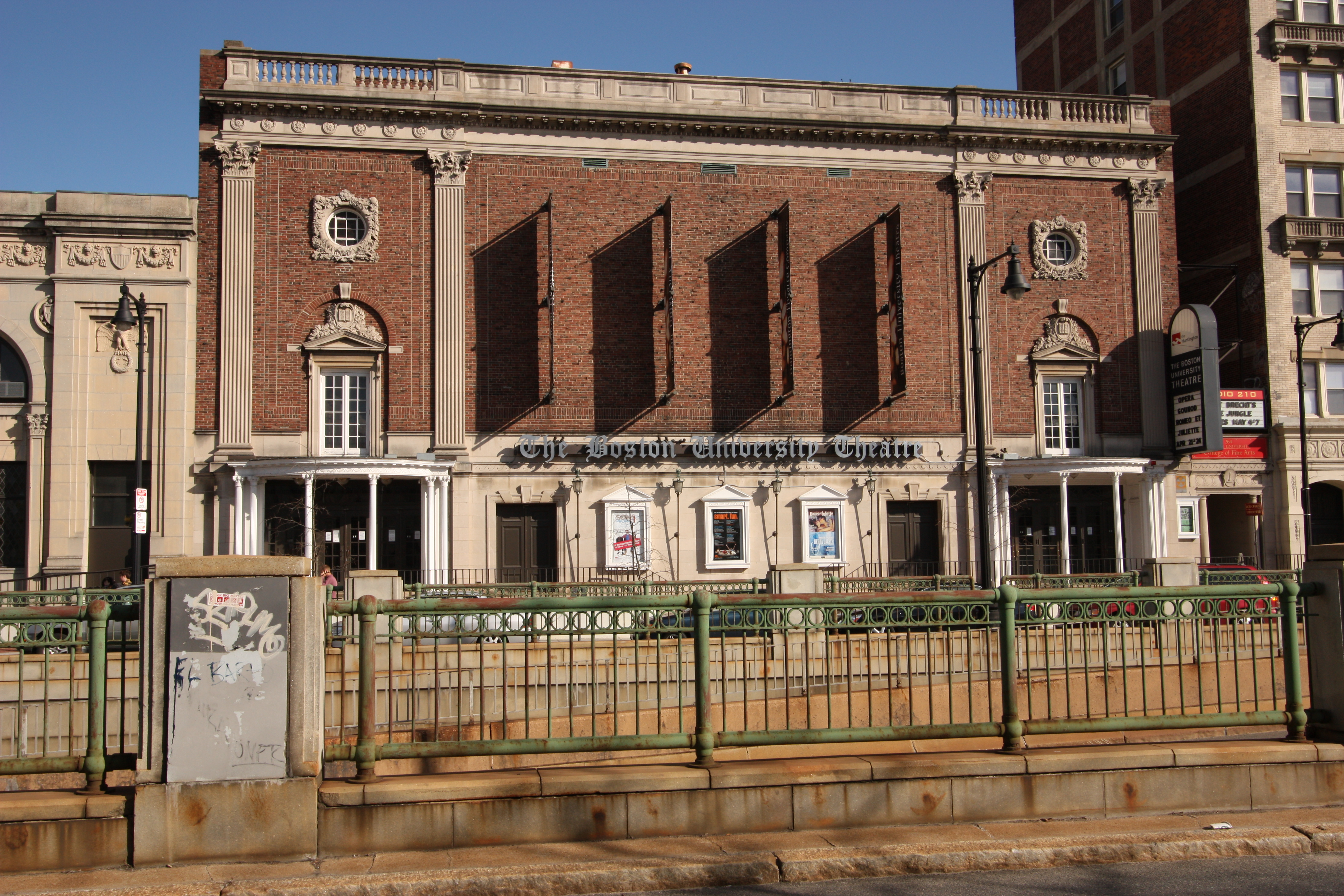
مسرح هنتنغتون أفينيو، سابقًا بجامعة بوسطن، حيث تدربت مور لتكون ممثلة.

عندما كانت مور بعمر السادسة عشر، انتقلت العائلة من فولز تشيرش، فرجينيا، حيث كانت مور ملتحقةً بثانوية ستيوارت، إلي فرانكفورت، ألمانيا الغربية، حيث التحقت بثانوية فرانكفورت الأمريكية. كانت ذكيّة ومواظبةً علي دروسها، ورأت نفسها «فتاةً طيّبة»، وخطّطت لأن تصبح طبيبة. لم تفكر أبدًا بالتمثيل أو حتي الصعود علي المسرح، إلا أنها كانت قارئة متعطشة، وكانت تلك الهواية من قادتها إلي بدء التمثيل في المدرسة. ظهرت في عدد من المسرحيات، من بينها، طرطوف، وميديا، ومع تشجيع مدرستها للغة الإنجليزية، اختارت متابعة مشوارها المسرحي. أيّد والدا مور قرارها، لكنهما طلبا منها التّدرّب في الجامعة لتحصيل الضمان الإضافي الذي تمنحه الشهادة الجامعية. قُبلت في جامعة بوسطن، وتخرجت بدرجة بكالوريوس في المسرح عام 1983.

## الجوائز والترشيحات

### الأوسكار
- أفضل ممثلة مساعدة، عام 1998، عن فيلم ليال مرعبة.
- أفضل ممثلة رئيسية، عام 2000، عن فيلم نهاية علاقة غرامية.
- أفضل ممثلة مساعدة، عام 2003، عن فيلم الساعات.
- أفضل ممثلة رئيسية، عام 2003، عن فيلم بعيدا عن الجنة.
- أفضل ممثلة رئيسية، عام 2015، عن فيلم ما تزال أليس، وفازت بها أخيرا.

### الغولدن غلوب
- أفضل فريق تمثيلي، عام 1994، عن فيلم طريق مختصر، وفازت بها مشاركة مع طاقم التمثيل.
- أفضل ممثلة مساعدة، عام 1998، عن فيلم ليال مرعبة.
- أفضل ممثلة، عام 2000، عن فيلم نهاية علاقة غرامية.
- أفضل ممثلة، عام 2003، عن فيلم بعيدا عن الجنة.
- أفضل ممثلة مساعدة، عام 2010، عن فيلم رجل وحيد.
- أفضل ممثلة استعراضية أو كوميدية، عام 2011، عن فيلم الأطفال كلهم على ما يرام.
- أفضل ممثلة في مسلسل قصير أو فيلم تلفيزيوني، عام 2013، عن فيلم تغيير اللعبة، وفازت بها.
- أفضل ممثلة استعراضية أو كوميدية، عام 2015، عن فيلم خرائط النجوم.
- أفضل ممثلة، عام 2015، عن فيلم ما تزال أليس، وفازت بها.

## أعمالها
| العام                        | العمل                                            | الدور                   | ملاحظة |
| ---------------------------- | ------------------------------------------------ | ----------------------- | --- |
| 1984                         | ذا إدج أوف نايت                                  | كارمن إنجلر             | مسلسل تلفزيوني |
| 1985– 1988& 2010، 1986– 1988 | أز ذا وورلد تيرنز                                | فراني هيوز صابرينا هيوز | مسلسل تلفزيوني؛ جائزة إيمي النهارية لأفضل ممثلة شابة في دراما تلفزيونية |
| 1987                         | سأخذ مانهاتن                                     | إنديا ويست              | مسلسل قصير |
| 1989                         | المال والسلطة والقتل                             | بيغي لين برادي          | فيلم تلفزيوني |
| 1990                         | حكايات من الجانب المظلم: الفيلم                  | سوزان                   | فيلم |
| 1990                         | كوميديا للبالغين                                 | ليد                     | حلقة تجريبية، من إنتاج سارة لوسون |
| 1991                         | يلقي تعويذة قاتلة                                | كوني ستون               | فيلم تلفزيوني |
| 1991                         | الأخير للذهاب                                    | مارسي                   | فيلم تلفزيوني |
| 1992                         | اليد التي تهز المهد                              | مارلين كرافن            | فيلم؛ رُشحت لـجائزة زحل لأفضل ممثلة مساعدة ‏ |
| 1992                         | المسدس في حقيبة بيتي لو                          | إلينور                  | فيلم |
| 1993                         | مجموعة من الأدلة                                 | شارون دولاني            | فيلم |
| 1993                         | بيني وجون                                        | روثي                    | فيلم |
| 1993                         | الحظ والثقة والكاتشب                             | نفسها                   | فيلم وثائقي |
| 1993                         | الهارب                                           | الدكتورة آن إيستمان     | فيلم |
| 1993                         | طريق مختصر                                       | ماريان وايمان           | فيلم؛ الغولدن غلوب ومهرجان البندقية السينمائي ورُشحت لـجائزة الروح المستقلة لأفضل ممثلة مساعدة |
| 1994                         | فانيا علي شارع 42                                | يلينا                   | فيلم؛ جائزة جمعية بوسطن لنقاد السينما لأفضل ممثلة ورُشحت لـجائزة كليترودس لأفضل ممثلة |
| 1995                         | رفيق الحجرة                                      | بيث هولزك               | فيلم |
| 1995                         | آمن                                              | كارول وايت              | فيلم؛ رُشحت لـجائزة كليترودس لأفضل ممثلة ورُشحت لـجائزة الروح المستقلة لأفضل ممثلة رئيسية |
| 1995                         | تسعة شهور                                        | ريبيكا تايلور           | فيلم |
| 1995                         | القتلة                                           | إلكترا                  | فيلم |
| 1996                         | بيكاسو علي قيد الحياة                            | دورا مار                | فيلم |
| 1997                         | العالم المفقود: الحديقة الجوراسية                | دكتورة سارة هاردينغ     | فيلم؛ رُشحت من بلوك باستر لجائزة الترفيه للممثلة المفضلة |
| 1997                         | أسطورة من بصمات الأصابع                          | ميا                     | فيلم؛ رُشحت لـجائزة جمعية نقاد السينما عبر الإنترنت لأفضل ممثلة مساعدة |
| 1997                         | ليال مرعبة                                       | آمبر ويفز               | فيلم؛ جائزة دائرة نقاد فيلم فلوريدا لأفضل ممثلة مساعدة وجائزة دائرة نقاد فيلم فلوريدا لأفضل فريق تمثيلي وجائزة الجمعية الوطنية للنقاد السينمائيين لأفضل ممثلة مساعدة ‏ وجائزة ستالايت لأفضل ممثلة مساعدة في فيلم سينمائي ورُشحت لـجائزة الأوسكار لأفضل ممثلة مساعدة ورُشحت لـجائزة كليترودس لأفضل ممثلة مساعدة (أيضا علي فيلم أسطورة من بصمات الأصابع) ورُشحت لـجائزة غولدن غلوب لأفضل ممثلة مساعدة - فيلم ورُشحت لـجائزة نقابة ممثلي الشاشة لأفضل ممثلة مساعدة ورُشحت لـجائزة نقابة ممثلي الشاشة عن الأداء المتميز من قبل الممثلين في السينما ‏ |
| 1997                         | العالم المفقود: الحديقة الجوراسية - جزيرة الفوضي | دكتورة سارة هاردينغ     | لعبة فيديو؛ دور صوتي |
| 1998                         | ليباوسكي الكبير                                  | مود ليبوسكي             | فيلم؛ رُشحت لـجائزة ستالايت لأفضل ممثلة مساعدة في فيلم سينمائي |
| 1998                         | كابينه شيكاغو                                    | امرأة مضطربة            | فيلم |
| 1998                         | سايكو                                            | ليلى كرين               | فيلم |
| 1999                         | ثروة كوكي                                        | كورا دوفال              | فيلم؛ جائزة جمعية دالاس–فورت وورث لنقاد السينما لأفضل ممثلة مساعدة |
| 1999                         | زوج مثالي                                        | السيدة لورا شيفلي       | فيلم؛ رُشحت لـجائزة جمعية شيكاغو لنقاد السينما لأفضل ممثلة مساعدة ورُشحت لـجائزة غولدن غلوب لأفضل ممثلة - فيلم موسيقي أو كوميدي ورُشحت لـجائزة ستالايت لأفضل ممثلة في فيلم موسيقي أو كوميدي |
| 1999                         | خريطة العالم                                     | تيريزا كولينز           | فيلم |
| 1999                         | نهاية علاقة غرامية                               | سارة مايلز              | فيلم؛ رُشحت لـجائزة الأوسكار لأفضل ممثلة ورُشحت لـجائزة البافتا لأفضل ممثلة في دور رئيسي ورُشحت لـجائزة جمعية شيكاغو لنقاد السينما لأفضل ممثلة ورُشحت لـجائزة كليترودس لأفضل ممثلة (أيضا لفيلم زوج مثالي) ورُشحت لـجائزة غولدن غلوب لأفضل ممثلة - فيلم دراما ورُشحت لـجائزة دائرة نقاد فيلم لندن لأفضل ممثلة ورُشحت لـجائزة نقابة ممثلي الشاشة للأداء المتميز لممثلة في دور رئيسي ‏ |
| 1999                         | ماغنوليا                                         | ليندا بارتريدج          | فيلم؛ جائزة دائرة فلوريدا لنقاد السينما لأفضل طاقم وجائزة المجلس الوطني للمراجعة لأفضل ممثلة مساعدة وجائزة المجلس الوطني للمراجعة لأفضل فريق تمثيل ورُشحت جائزة جمعية نقاد السينما عبر الإنترنت لأفضل ممثلة مساعدة ورُشحت لـجائزة نقابة ممثلي الشاشة لأفضل ممثلة مساعدة ورُشحت لـجائزة نقابة ممثلي الشاشة عن الأداء المتميز من قبل الممثلين في السينما ‏ ورُشحت من بلوك باستر لجائزة الترفيه للممثلة المساعدة المفضلة - دراما |
| 2000                         | رجل السيدات                                      | أودري                   | فيلم |
| 2000                         | ليس أنا                                          | ماوث                    | فيلم قصير |
| 2001                         | هانيبال                                          | العميل كلاريس ستارلينغ  | فيلم؛ رُشحت لـجائزة زحل لأفضل ممثلة |
| 2001                         | التطور                                           | الدكتورة أليسون ريد     | فيلم |
| 2001                         | أخبار الشحن                                      | ويفي بروز               | فيلم |
| 2001                         | مسافر حول العالم                                 | دولسي                   | فيلم |
| 2002                         | بعيدا عن الجنة                                   | كاثي ويتاكر             | فيلم؛ جائزة اختيار النقاد للأفلام لأفضل ممثلة وجائزة جمعية شيكاغو لنقاد السينما لأفضل ممثلة وجائزة كليترودس لأفضل ممثلة وجائزة دالاس فورت وورث لنقاد السينما لأفضل ممثلة وجائزة دائرة فلوريدا لنقاد السينما لأفضل ممثلة وجائزة الروح المستقلة لأفضل ممثلة رئيسية وجائزة دائرة نقاد كانساس سيتي فيلم لأفضل ممثلة وجائزة دائرة نقاد لندن فيلم لأفضل ممثلة وجائزة جمعية نقاد السينما في لوس انجلوس لأفضل ممثلة ‏ (أيضا لفيلم الساعات) وجائزة المجلس الوطني للمراجعة لأفضل ممثلة وجائزة جمعية نقاد السينما علي الإنترنت لأفضل ممثلة وجائزة جمعية جمعية نقاد فيلم فينيكس لأفضل ممثلة وجائزة جمعية سان دييغو لنقاد السينما لأفضل ممثلة وجائزة سياتل لنقاد السينما لأفضل ممثلة وجائزة جمعية جنوب شرق نقاد السينما لأفضل ممثلة وجائزة جمعية تورونتو لنقاد السينما لأفضل ممثلة وجائزة دائرة نقاد فيلم فانكوفر لأفضل ممثلة وجمعية واشنطن العاصمة لنقاد السينما لأفضل ممثلة ومهرجان البندقية السينمائي فيليج فويس فيلم بوول – أفضل أداء رئيسي ورُشحت وجائزة الأوسكار لأفضل ممثلة ورُشحت لـجوائز إمباير لأفضل ممثلة ورُشحت لـجائزة غولدن غلوب لأفضل ممثلة - فيلم دراما ورُشحت لـجائزة ستالايت لأفضل ممثلة في فيلم درامي ورُشحت لـجائزة نقابة ممثلي الشاشة للأداء المتميز لممثلة في دور رئيسي ‏ |
| 2002                         | الساعات                                          | لورا براون              | فيلم؛ جائزة الدب الفضي لأفضل ممثلة ‏ (بمشاركة ميريل ستريب ونيكول كيدمان) وجائزة جمعية نقاد السينما في لوس انجلوس لأفضل ممثلة ‏ (أيضا بعيدا عن الجنة) ورُشحت لـجائزة الأوسكار لأفضل ممثلة مساعدة ورُشحت لـجائزة بافتا لأفضل ممثلة في دور ثانوي ورُشحت لـجائزة جمعية شيكاغو لنقاد السينما لأفضل ممثلة مساعدة ورُشحت لـجائزة جمعية لاس فيغاس لنقاد السينما لأفضل ممثلة مساعدة ورُشحت لـجائزة جمعية نقاد فيلم فينيكس لأفضل فريق تمثيلي ورُشحت لـجائزة ستالايت لأفضل ممثلة في فيلم درامي ورُشحت لـجائزة نقابة ممثلي الشاشة عن الأداء المتميز من قبل الممثلين في السينما ‏ ورُشحت لـجائزة نقابة ممثلي الشاشة لأفضل ممثلة مساعدة |
| 2004                         | ماري وبروس                                       | ماري                    | فيلم؛ أيضا منتجة تنفيذية |
| 2004                         | قوانين الجاذبية                                  | أودري وودز              | فيلم |
| 2004                         | المهمل                                           | تيلي باريتا             | فيلم؛ رُشحت لـجائزة زحل لأفضل ممثلة |
| 2005                         | الفائز بجائزة التحدي، أوهايو                     | إيفلين ريان             | فيلم؛ رُشحت لـجائزة ستالايت لأفضل ممثلة في فيلم درامي |
| 2005 2007                    | فرقة الأخوة العراة: الفيلم                       | نفسها                   | كاميو في الفائز الأول في مهرجان الأفلام المستقلة لعام 2005، والذي أصبح فيما بعد طيارًا للمسلسل التلفزيوني لعام 2007 فرقة الأخوة العراة، تم إنشاؤها من قبل صديقة العائلة المشهورة، الممثلة بولي درابر. |
| 2006                         | أرض الحرية                                       | بريندا مارتن            | فيلم |
| 2006                         | تثق في الرجل                                     | ريبيكا                  | فيلم |
| 2006                         | أطفال الرجال                                     | جوليان تايلور           | فيلم |
| 2007                         | التالي                                           | كالي فيريس              | فيلم |
| 2007                         | أنا لست هناك                                     | أليس فابيان             | فيلم |
| 2008                         | وحشية غريس                                       | باربرا دالي بيكلاند     | فيلم |
| 2008                         | إيجل آي                                          | آريا                    | فيلم؛ دور صوتي؛ غير معتمد |
| 2008                         | العمى                                            | زوجة الدكتور            | فيلم؛ رُشحت لـجائزة زحل لأفضل ممثلة ورُشحت لـجائزة دائرة نقاد فيلم فانكوفر لأفضل ممثلة في فيلم كندي |
| 2009                         | ذا بالاد أوف جي آي جو                            | سكارليت                 | فيلم قصير |
| 2009                         | الحياة الخاصة لبيبا لي                           | كات                     | فيلم |
| 2009                         | رجل وحيد                                         | شارلوت                  | فيلم؛ مهرجان هوليوود السينمائي لأفضل ممثلة مساعدة ورٌشحت لـجائزة جمعية نقاد البث الإذاعي لأفضل ممثلة مساعدة ورُشحت لـجائزة جمعية شيكاغو لنقاد السينما لأفضل ممثلة مساعدة ورُشحت لـجائزة كليترودس لأفضل ممثلة مساعدة ورُشحت لـجائزة غولدن غلوب لأفضل ممثلة مساعدة - فيلم ورُشحت لـجمعية واشنطن العاصمة لنقاد السينما لأفضل ممثلة مساعدة |
| 2009                         | كلوي                                             | كاثرين ستيوارت          | فيلم |
| 2009                         | 30 روك                                           | نانسي دونوفان           | الحلقات: "سانتا السري"، و"جنون الشتاء"، و"لي مارفن ضد ديريك جيتر"، و"إيمانويل يذهب إلي أرض الديناصورات"، و"آي دو دو" |
| 2010                         | إليكترا لوكس                                     | مريم العذراء            | فيلم؛ دور كاميو غير معتمد |
| 2010                         | ملجأ                                             | كارا هاردينغ            | فيلم |
| 2010                         | الأطفال كلهم على ما يرام                         | جول ألجود               | فيلم؛ جائزة الكوميديا السينمائية لأفضل ممثلة ورُشحت لـجائزة البافتا لأفضل ممثلة في دور رئيسي ورُشحت لـجائزة غولدن غلوب لأفضل ممثلة - فيلم موسيقي أو كوميدي ورُشحت لـجائزة جمعية هيوستن لنقاد السينما لأفضل ممثلة مساعدة ورُشحت لـجائزة ستالايت لأفضل ممثلة في فيلم موسيقي أو كوميدي ورُشحت لـجوائز غوثام لأفضل أداء طاقم ورُشحت لـجائزة جمعية نقاد فيلم فينيكس لأفضل ممثلة ورُشحت لـجائزة نقابة ممثلي الشاشة عن الأداء المتميز من قبل الممثلين في السينما ‏ |
| 2011                         | حب مجنون، أحمق                                   | إميلي ويفر              | فيلم |
| 2011                         | تغيير اللعبة                                     | سارة بالين              | فيلم تلفزيوني |
| 2012                         | أن أكون فلين                                     | والدة نيك               | فيلم |
| 2013                         | معلمة الإنجليزية                                 | ليندا سنكلير            | فيلم |

## وصلات خارجية
- جوليان مور على موقع IMDb (الإنجليزية)
- جوليان مور على موقع ميتاكريتيك (الإنجليزية)
- جوليان مور على موقع الموسوعة البريطانية (الإنجليزية)
- جوليان مور على موقع روتن توميتوز (الإنجليزية)
- جوليان مور على موقع مونزينجر (الألمانية)
- جوليان مور على موقع قاعدة بيانات الأفلام العربية
- جوليان مور على موقع ألو سيني (الفرنسية)
- جوليان مور على موقع ميوزك برينز (الإنجليزية)
- جوليان مور على موقع تيرنر كلاسيك موفيز (الإنجليزية)
- جوليان مور على موقع أول موفي (الإنجليزية)
- أخبار مُجمّعة وتعليقات عن جوليان مور في موقع صحيفة نيويورك تايمز.
- جوليان مور أخبار متعلقة على موقع صحيفة الغارديان